# Meaulnes du Corta
Pour les articles homonymes, voir Meaulnes et Corta.
 (novembre 2014).
Si vous disposez d'ouvrages ou d'articles de référence ou si vous connaissez des sites web de qualité traitant du thème abordé ici, merci de compléter l'article en donnant les références utiles à sa vérifiabilité et en les liant à la section « Notes et références ».
Meaulnes Du Corta est un trotteur français né en 2000 à Chazemais dans l'Allier chez Pierre Morand (élevage du Corta). Il est issu de Voici du Niel et Cigale.

## Naissance et élevage
À 6 mois, Pierre Morand le vend à Jean Pierre Barjon. Ce dernier, qui, à cette époque, n'est pas un fin connaisseur des courses et de l'élevage, jette son dévolu sur ce poulain aux longues oreilles qu'il voit au fond du pré. Le poulain étant né en 2000, année des M, il le nomme Meaulnes du Corta, son livre préféré étant Le Grand Meaulnes d'Alain-Fournier. Le poulain arrive à l'entraînement chez Laurent Abrivard, qui décèle assez vite que le premier achat de son propriétaire peut se révéler excellent.

## Carrière de course
Meaulnes débute en janvier 2003 à Vincennes et termine 5e pour ses débuts. Il gravit ensuite les échelons et termine 2e du Prix Albert Viel, en juin. Disqualifié dans le Critérium des 3 ans dont il est le grand favori, il montre néanmoins qu'il est le meilleur de sa génération. En février 2004, il gagne son premier groupe I, le Prix de Sélection. Favori du Critérium des 4 ans, il est déclaré non partant à cause d'ennuis de santé qui l'éloigneront des pistes d'avril 2004 à août 2005. Il est alors confié à Pierre Levesque et, après une course préparatoire, il remporte enfin son premier critérium, celui des 5 ans. En raison de nouveaux problèmes de santé il ne peut participer aux Prix d'Amérique 2006, dans lequel il s'annonçait comme le principal rival de Jag de Bellouet, et 2007.
En 2008, ses problèmes de santé étant réglés, il reprend le cours de ses victoires et s'annonce comme l'un des favoris du Prix d'Amérique, associé à Pierre Vercruysse. D'un naturel nerveux, il est cependant contrarié par les nombreux faux départs. Il réalise malgré tout une belle course et se retrouve tête et corde dans le dernier tournant, tout en ayant tiré durant le parcours. Alors qu'il semble parti pour accrocher au moins un accessit, il prend le galop dans les 300 derniers mètres de la ligne droite. Après cette désillusion, il remontre sa qualité en terminant 2e du Prix de France puis s'impose dans le Prix de l'Union européenne. Alors qu'il doit aller défier les Scandinaves, il connaît une fois de plus des soucis de santé qui l'obligent à stopper sa saison. Il effectue alors la saison de monte. Il effectue une rentrée tranquille dans le Prix du Bourbonnais avant de prouver qu'il a retrouvé son meilleur niveau en remportant le Prix de Bourgogne devant Offshore Dream, double vainqueur du Prix d'Amérique. Après une course d'entretien dans le Prix de Belgique, il se présente en 2e favori du Prix d'Amérique 2009, derrière Offshore Dream, qui tente la passe de trois. Associé à Franck Nivard, il démarre fort. Le premier départ étant cette année le bon, il n'est pas contrarié et prend très vite la tête et la corde. Il peut alors imposer son rythme à ses adversaires et n'est pas inquiété de la course, faisant une véritable démonstration pour remporter le 88e Prix d'Amérique. Meaulnes enchaîne avec deux autres Groupe I : le Prix de France (février) et le Grand Critérium de vitesse de la Côte d'Azur (mars). Cheval complet, à l'aise autant sur piste plate qu'à Vincennes, sur courte ou longue distance, ces trois victoires le propulsent définitivement au panthéon des plus grands trotteurs français de l'histoire.
À 9 ans (2009), Meaulnes du Corta est au faîte de sa puissance et aucun cheval en Europe ne semble en mesure de lui contester son règne. Malheureusement, alors qu'il était pressenti pour participer à l'Elitloppet en mai, il se blesse de nouveau, l'obligeant à une nouvelle période de soins et de repos. Il fait sa rentrée dans le Prix de Bretagne et court sans prétentions jusqu'au Prix de Bourgogne dont il prend la 2e place sans pouvoir pleinement s'exprimer. Il peaufine sa condition dans un Prix de Belgique où il reste ferré et doit rendre 25 mètres avant de se présenter au départ du 89e Prix d'Amérique. Avant le coup, on lui oppose les deux « jeunôts », les deux 5 ans que sont Ready Cash, cheval de classe mais encore susceptible, un peu comme Meaulnes dans sa jeunesse, et Rolling d'Héripré, qui reste sur deux victoires de groupes. Malgré ses 10 ans, Meaulnes fait figure de favori. Drivé par Pierre Levesque, il prend rapidement une bonne place et même la tête de la course dans la plaine. Rolling d'Héripré, le deuxième favori, est à ses côtés. Dans la dernière ligne droite, Meaulnes est toujours en tête et semble parti pour l'emporter. Mais la course a été dure, et les animateurs en payent le prix. Rolling d'Héripré n'en peut plus et se met à la faute. Pour sa part, Meaulnes subit l'attaque de Quaker Jet et surtout d'Oyonnax. Courageux, il conserve la 3e place, mais ne peut rien contre Oyonnax qui s'impose sur le fil devant Quaker Jet. Pour son dernier Prix d'Amérique, il sort avec les honneurs. Deux semaines plus tard, le Prix de France lui tend les bras pour un doublé. Avec seulement 10 partants, Meaulnes hérite du no 3 derrière l'autostart. Il retrouve pour l'occasion Nouba du Saptel, sa dauphine de l'édition 2009 et Rolling d'Héripré. Pierre Levesque assure son départ, et se place très vite dans le dos de Rolling d'Héripré. Il prend la tête et la corde juste avant le début de la montée, et ne laisse ensuite personne l'approcher, filant au poteau en toute décontraction pour son doublé dans cette épreuve. Malgré sa troisième place dans le Prix d'Amérique et un échec prévisible dans le Prix de Paris, Meaulnes du Corta réussit son dernier meeting d'hiver. Désormais dirigé sur les parcours de vitesse, il entame sa tournée d'adieu par une nouvelle victoire dans le Grand critérium de vitesse de la Côte d'Azur, le 8e groupe I de sa carrière.

### Palmarès

#### GroupeI
- Prix d'Amérique (2009)
- Prix de France (2009, 2010)
- Prix de Sélection (2004)
- Critérium des 5 ans (2005)
- Prix de l'Atlantique (2007)
- Grand Critérium de vitesse de la Côte d'Azur (2009, 2010)
- 2e Prix Albert Viel (2003)
- 2e Prix de France (2008)

#### GroupeII
- Prix Abel Bassigny (2003)
- Prix Jacques de Vaulogé (2003)
- Prix de Tonnac-Villeneuve (2004)
- Prix Gaston Brunet (2004)
- Prix de Bourgogne (2008, 2009)
- Prix de l'Union européenne (2008)
- Prix de Washington (2007)
- Prix du Bois de Vincennes (2006, 2007)
- Grand Prix du Conseil général des Alpes-Maritimes (2007)
- Prix d'Été (2007)
- Finale de la Coupe du Monde de Trot (2007)
- 2e Prix Doynel de Saint-Quentin (2005)
- 2e Prix Marcel Laurent (2005)
- 2e Prix de l'Union européenne (2007)
- 2e Prix Chambon P (2007)
- 2e Prix de Bourgogne (2010)

## Au haras
Les premiers produits de Meaulnes du Corta sont des « S » (nés en 2006). Il connaît un succès relatif au haras.

## Origines
| Origines de Meaulnes du Corta, mâle, bai. | Origines de Meaulnes du Corta, mâle, bai. | Origines de Meaulnes du Corta, mâle, bai. | Origines de Meaulnes du Corta, mâle, bai. |
| ----------------------------------------- | ----------------------------------------- | ----------------------------------------- | ----------------------------------------- |
| Père Voici du Niel                        | Kimberland                                | Nevele Pride                              | Star's Pride                              |
| Père Voici du Niel                        | Kimberland                                | Nevele Pride                              | Thankful                                  |
| Père Voici du Niel                        | Kimberland                                | Astrasia                                  | Jamin                                     |
| Père Voici du Niel                        | Kimberland                                | Astrasia                                  | Isesia                                    |
| Père Voici du Niel                        | Keravale                                  | Kerjacques                                | Quinio                                    |
| Père Voici du Niel                        | Keravale                                  | Kerjacques                                | Arlette III                               |
| Père Voici du Niel                        | Keravale                                  | Serenade AM                               | Harpagon C                                |
| Père Voici du Niel                        | Keravale                                  | Serenade AM                               | Belle Perle                               |
| Mère Cigale                               | Florestan                                 | Star's Pride                              | Worthy Boy                                |
| Mère Cigale                               | Florestan                                 | Star's Pride                              | Stardrift                                 |
| Mère Cigale                               | Florestan                                 | Roquépine                                 | Atus II                                   |
| Mère Cigale                               | Florestan                                 | Roquépine                                 | Jalna IV                                  |
| Mère Cigale                               | La Fine Cara                              | Alexis III                                | Narioca                                   |
| Mère Cigale                               | La Fine Cara                              | Alexis III                                | Olga II                                   |
| Mère Cigale                               | La Fine Cara                              | Roxane de Sassy                           | Heleagnus B                               |
| Mère Cigale                               | La Fine Cara                              | Roxane de Sassy                           | Java de Sassy                             |